# McComb (Ohio)
McComb és una població dels Estats Units a l'estat d'Ohio. Segons el cens del 2000 tenia 1.676 habitants.

## Demografia
Segons el cens del 2000, McComb tenia 1.676 habitants, 587 habitatges, i 466 famílies. La densitat de població era de 711,1 habitants/km².
Dels 587 habitatges en un 44,8% hi vivien nens de menys de 18 anys, en un 60,5% hi vivien parelles casades, en un 14,1% dones solteres, i en un 20,6% no eren unitats familiars. En el 17,9% dels habitatges hi vivien persones soles el 6,6% de les quals corresponia a persones de 65 anys o més que vivien soles. El nombre mitjà de persones vivint en cada habitatge era de 2,86 i el nombre mitjà de persones que vivien en cada família era de 3,19.
Per edats la població es repartia de la següent manera: un 33,9% tenia menys de 18 anys, un 6,7% entre 18 i 24, un 31% entre 25 i 44, un 19,6% de 45 a 60 i un 8,8% 65 anys o més.
L'edat mediana era de 31 anys. Per cada 100 dones de 18 o més anys hi havia 92,2 homes.
La renda mediana per habitatge era de 40.688 $ i la renda mediana per família de 43.333 $. Els homes tenien una renda mediana de 31.189 $ mentre que les dones 23.512 $. La renda per capita de la població era de 17.043 $. Aproximadament el 7,6% de les famílies i el 8,6% de la població estaven per davall del llindar de pobresa.

## Poblacions més properes
El següent diagrama mostra les poblacions més properes.